# Юрупа-Валлі (Каліфорнія)
Юрупа-Валлі (англ. Jurupa Valley) — місто (англ. city) в США, в окрузі Ріверсайд штату Каліфорнія.

## Клімат
| Клімат : Джурупа-Веллі  | Клімат : Джурупа-Веллі | Клімат : Джурупа-Веллі | Клімат : Джурупа-Веллі | Клімат : Джурупа-Веллі | Клімат : Джурупа-Веллі | Клімат : Джурупа-Веллі | Клімат : Джурупа-Веллі | Клімат : Джурупа-Веллі | Клімат : Джурупа-Веллі | Клімат : Джурупа-Веллі | Клімат : Джурупа-Веллі | Клімат : Джурупа-Веллі | Клімат : Джурупа-Веллі |
| Показник                | Січ.                   | Лют.                   | Бер.                   | Квіт.                  | Трав.                  | Черв.                  | Лип.                   | Серп.                  | Вер.                   | Жовт.                  | Лист.                  | Груд.                  | Рік                    |
| Абсолютний максимум, °C | 32,8                   | 33,3                   | 37,8                   | 38,3                   | 41,7                   | 43,3                   | 43,3                   | 44,4                   | 46,1                   | 42,2                   | 37,2                   | 33,3                   | 46,1                   |
| Середній максимум, °C   | 19,4                   | 20,0                   | 21,7                   | 25,0                   | 26,7                   | 31,1                   | 33,9                   | 35,0                   | 32,8                   | 28,3                   | 23,3                   | 20,6                   | 26,5                   |
| Середній мінімум, °C    | 5,6                    | 6,7                    | 7,8                    | 8,9                    | 11,7                   | 14,4                   | 17,8                   | 18,9                   | 16,7                   | 11,7                   | 7,2                    | 5,6                    | 11,1                   |
| Абсолютний мінімум, °C  | −4,4                   | −2,8                   | −2,2                   | −0,6                   | 0,0                    | 6,7                    | 9,4                    | 8,9                    | 5,6                    | −0,6                   | −3,3                   | −5                     | −5,6                   |
| Норма опадів, мм        | 88                     | 92                     | 74                     | 22                     | 7                      | 1                      | 1                      | 4                      | 7                      | 14                     | 34                     | 69                     | 412                    |
| Днів з опадами          | 6,6                    | 7,2                    | 5,3                    | 3,5                    | 1,4                    | 0,3                    | 0,8                    | 1,0                    | 1,3                    | 2,5                    | 4,4                    | 6,4                    | 40,7                   |
| ----------------------- | ---------------------- | ---------------------- | ---------------------- | ---------------------- | ---------------------- | ---------------------- | ---------------------- | ---------------------- | ---------------------- | ---------------------- | ---------------------- | ---------------------- | ---------------------- |